# Jamabuši

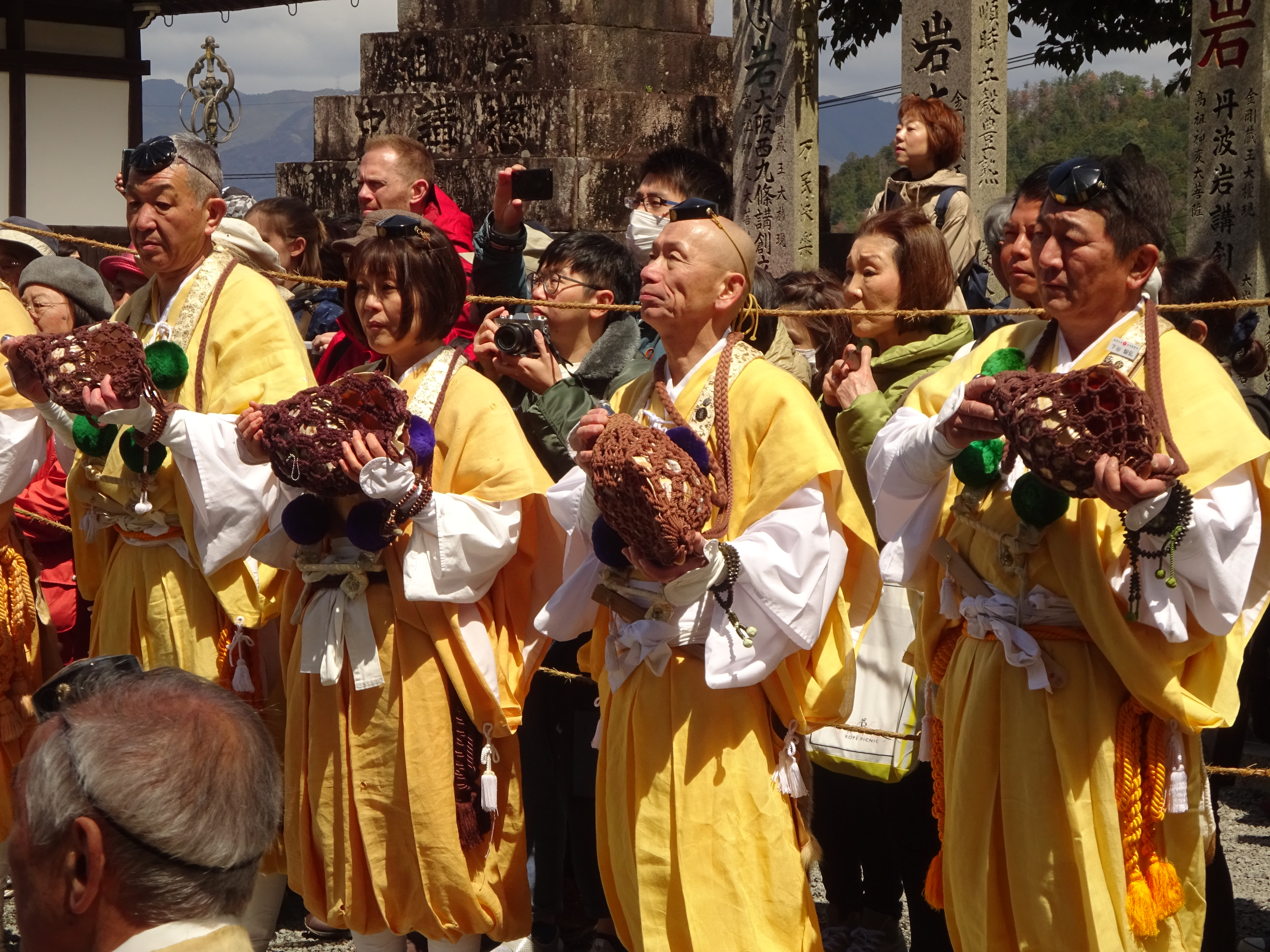
Jamabuši (Jošino, chrám Kinpusendži, duben 2019)

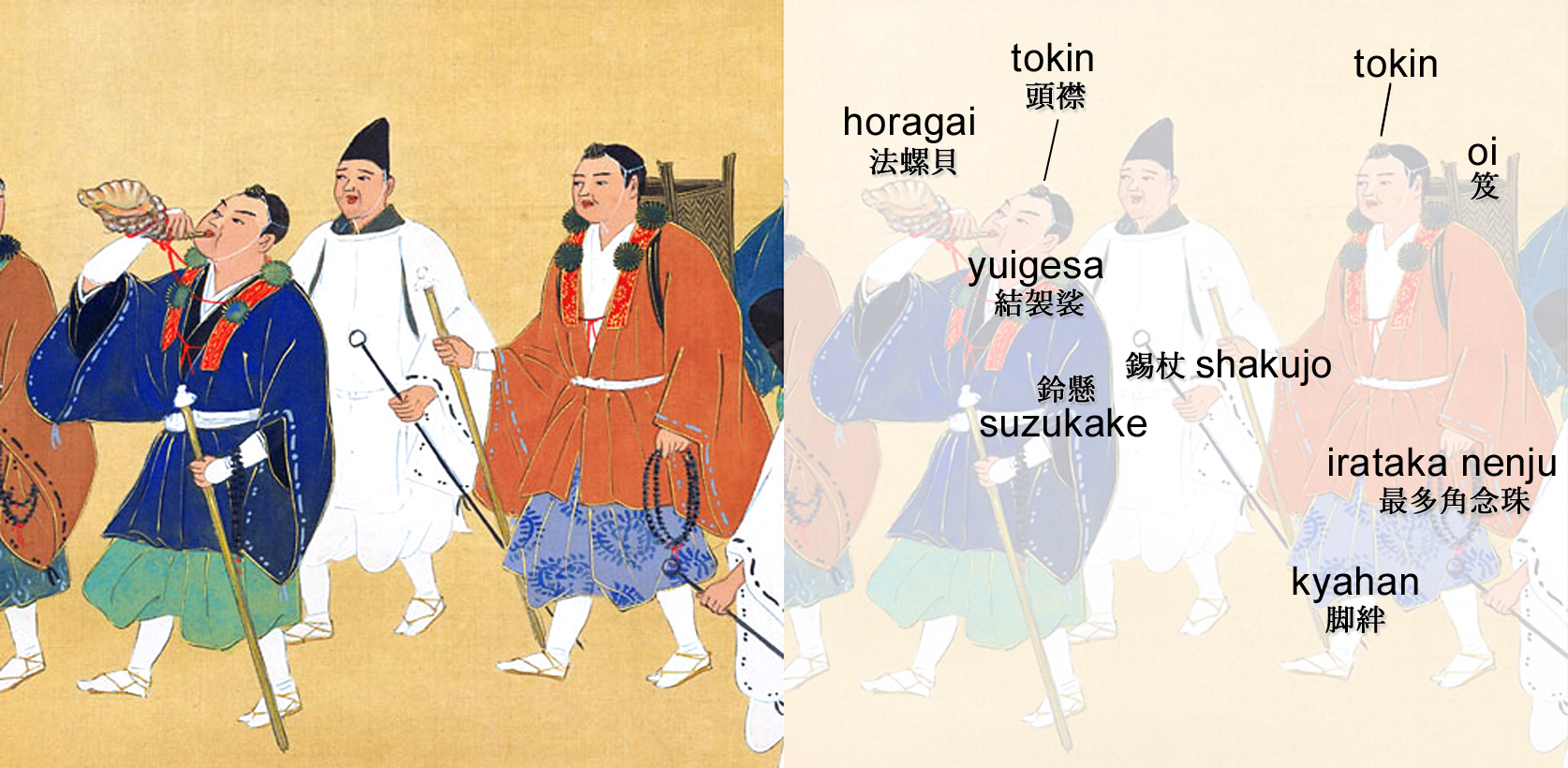
Vzhled

Jamabuši (japonsky 山伏, horský asketa) nebo gjódža, šugendža, jsou v japonské tradici muži či ženy, kteří podstoupili náboženský trénink v (zejména posvátných) horách. Vstup žen mezi jamabuši byl v předmoderním období omezen, dnes není výjimkou. Jamabuši jsou přičítány nadpřirozené schopnosti, zvláště léčitelské, či schopnost komunikace s božstvy anebo duchy zemřelých. Praktiky jamabuši souvisejí s šamanismem. Při těchto praktikách někdy spolupracovali s miko, které měly úlohu média. Jamabuši mají blízko k buddhismu i šintó a podrobují se tvrdé askezi.